# Titularbistum Vera
Vera war ein Titularbistum der römisch-katholischen Kirche.
Es geht zurück auf ein früheres Bistum der gleichnamigen antiken Stadt in Nordafrika in der Sahelregion des heutigen Tunesien.
| Titularbischöfe von Vera |                     | |                   |                               |
| Nr.                      | Name                | Amt | von               | bis                           |
| 1                        | Johann Jakob Senfft | Weihbischof in Mainz (Kurmainz)                                                                        | 14. November 1695 | 7. August 1721                |
| 2                        | Jean Labartette MEP | Apostolischer Koadjutorvikar von Cochin, Apostolischer Vikar von Cochin (Đại Việt/Kaiserreich Vietnam) | 30. März 1784     | 6. August 1823                |
| 3                        | Cornelius Egan      | Koadjutorbischof von Kerry (Vereinigtes Königreich Großbritannien und Irland)                          | 11. Mai 1824      | 29. September 1824            |
| 4                        | John Timon CM       | Koadjutorbischof von Kerry (USA)                                                                       | 7. Juni 1839      | Ernennung wurde nicht wirksam |
| 5                        | Paolo Sardi OFMConv | | 7. April 1843     | 9. November 1848              |